# Ospedale André Mignot
L'Ospedale André Mignot, propriamente Hôpital André-Mignot, è un rinomato centro ospedaliero universitario sito a Le Chesnay, fondato nel 1981 e dedicato all'avvocato e politico francese André Mignot.
È parte del 'Centre Hospitalier de Versailles ed è l'ospedale universitario dell'Università di Versailles Saint Quentin en Yvelines.